# Лиза Елдриџ
Лиза Елдриџ (енгл. Lisa Eldridge) је енглеско-новозеландска шминкерка, пословна жена, писац и јутјубер.

## Биографија
Лиза Елдриџ, је енглеско-новозеландска шминкерка, пословна жена, писац и јутјуберка. Одрасла је на Новом Зеланду и у Ливерпулу, у Енглеској. Први велики успех јој је био када је ангажована од стране магазина „Ел” да ради са моделом, Синди Крофорд. Од 2003. до 2013. Била је креативни директор козметичке куће Бутс (Boots No7), где је била одговорна за развој, редизајн и поновно лансирање овог бренда. Лиса Елдриџ је тренутно глобални креативни директор куће Ланком, где ради на развоју производа, рекламним кампањама и дигиталној стратегији. У октобру 2015, објавила је књигу Face Paint: The Story of Makeup. Тренутно живи у Лондону са супругом Робином Дериком и два сина.

## Почеци
Рођена у Енглеској, Лиза Елдриџ се преселила на Нови Зеланд са својим родитељима, а касније се вратила у Енглеску и остала у Ливерпулу са својом породицом. Њено интересовање за шминку је почело у узраст у од шест година, када је случајно пронашла кутију са старом шминком своје мајке, бренда Мери Квант (MaryQuant) и Коти (Coty), шминком из 1960-их година нађеној у кући њене баке. То интересовање се још више повећало када је, још као тинејџерка, добила на поклон књигу о сценској шминки, и то је био моменат када је одлучила да гради каријеру у уметности и шминкања.
Уследила је селидба за Лондон, где је Лиза Елдриџ завршила курс за шминку на фотографијама, и почела да ствара свој портфолио. Сарађивала је са мејкап агенцијама. Први велики посао јој је био када ју је ангажовао модни магазин Ел, да ради са познатим моделом, Синди Крофорд. Касније су њих две радиле заједно на многим снимањима. Радила у Паризу, Њујоркуу Лос Анђелесу, а сад живи у Лондону.
Њени радови су се појављивали на страницама британског, италијанског, француског, кинеског и јапанског часописа Воуг (Vogue), и многих других.
У фебруару 2010, Лиза Елдриџ је оформила свој вебсајт, који је ускоро постао водећи када је реч о мејкап туторијалима, саветима о лепоти и нези.
Сарађивала је и била креативни директор и уредник многих козметчких кућа, Бутс, Шанел, тренутно је глобални креативни директор куће Ланком.